# 日耳曼頓 (北卡羅萊納州)
日耳曼頓（英語：Germanton）是位於美國北卡羅萊納州福賽斯縣及斯托克斯縣的普查規定居民點。

## 人口
根據2020年美國人口普查的數據，日耳曼頓的面積為4.58平方千米，當中陸地面積為4.54平方千米，而水域面積為0.04平方千米。當地共有人口790人，而人口密度為每平方千米172.49人。